# Női diszkoszvetés a 2005. évi nyári európai ifjúsági olimpiai fesztiválon
A 2005. évi nyári európai ifjúsági olimpiai fesztiválon az atlétikai versenyszámokat Lignano Sabbiadoróban rendezték. A női diszkoszvetés döntőjét július 4-én rendezték.

## Döntő
| H     | Név                     | Nemzet                | E     | Mj |
| ----- | ----------------------- | --------------------- | ----- | -- |
| Arany | Melissa Eveli Boekelman | Hollandia             | 51.80 |    |
| Ezüst | Diana Ozolina           | Lettország            | 48.69 |    |
| Bronz | Márton Anita            | Magyarország          | 47.27 |    |
| 4     | Dilek Esmer             | Törökország           | 45.46 |    |
| 5     | Tijana Frajtic          | Horvátország          | 43.87 |    |
| 6     | Tamara Apostolico       | Olaszország           | 42.95 |    |
| 7     | Sofie Vanden Broeck     | Belgium               | 42.35 |    |
| 8     | Aurelie Meyer           | Franciaország         | 42.21 |    |
| 9     | Andri Demetriou         | Ciprus                | 41.25 |    |
| 10    | Alena Kopets            | Fehéroroszország      | 41.02 |    |
| 11    | Evangelia Angeli        | Görögország           | 40.75 |    |
| 12    | Elina Mattila           | Finnország            | 39.94 |    |
| 13    | Dunja Etinski           | Szerbia és Montenegró | 35.42 |    |
| 14    | Kelly-Ann Laine         | Észtország            | 33.36 |    |
| 15    | Vera Lavrador           | Portugália            | 32.23 |    |